# Ribbel

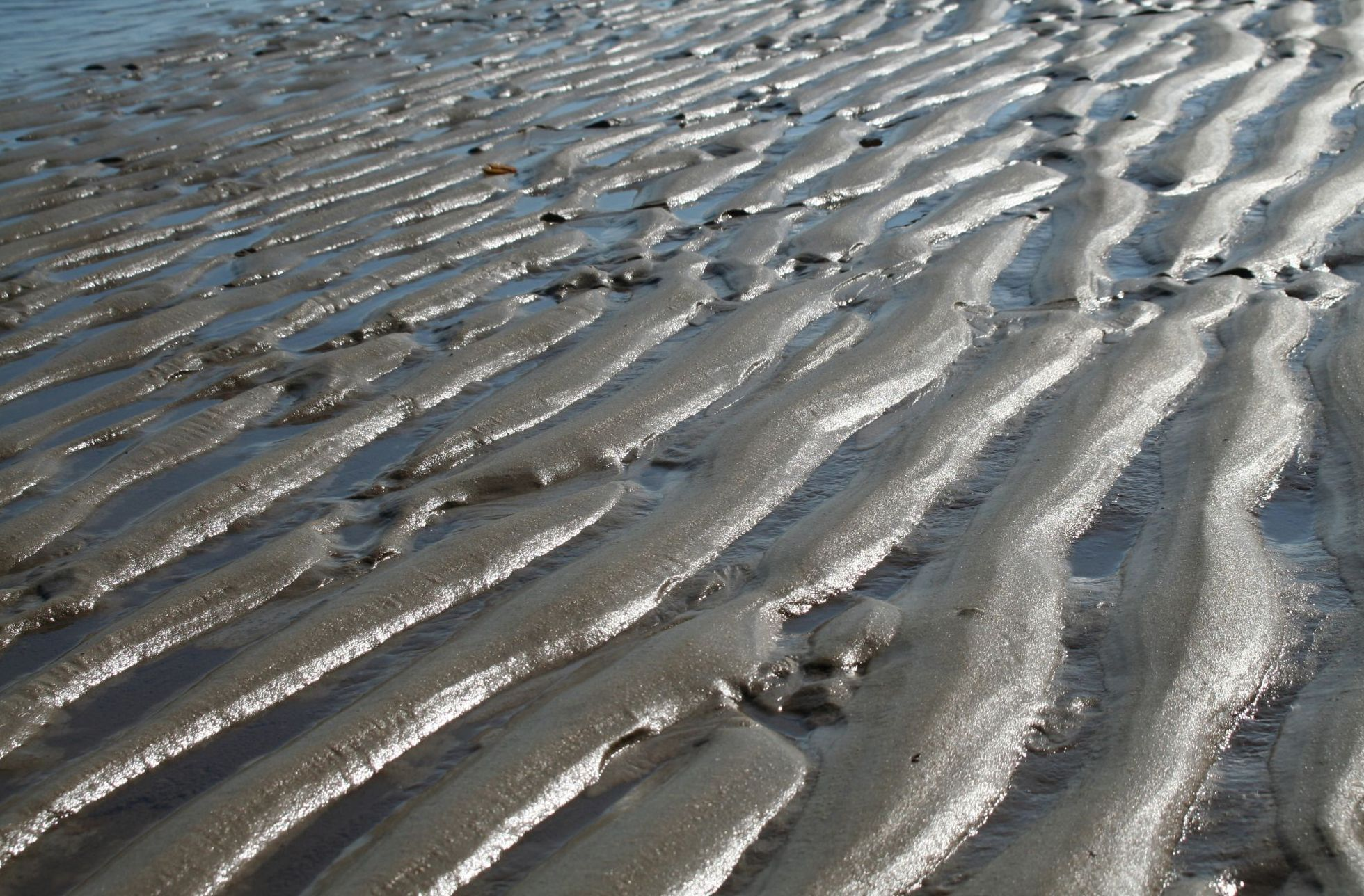
Bij laagwater zichtbaar geworden golfribbels op het strand van Borkum

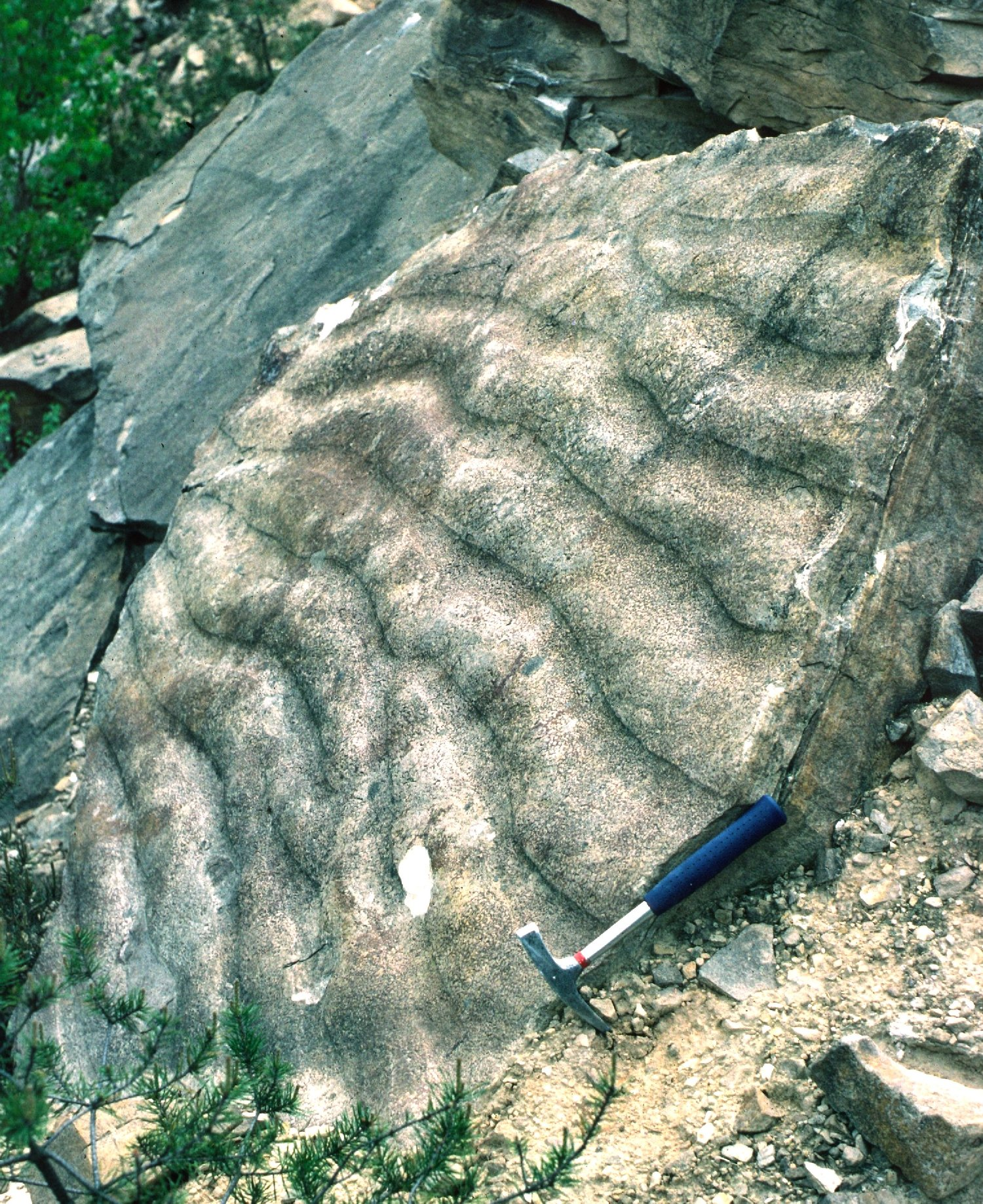
Fossiele golfribbels in een zandsteen uit de Duitse Haßberge, uit het Keuper (228 - 199 miljoen jaar oud)

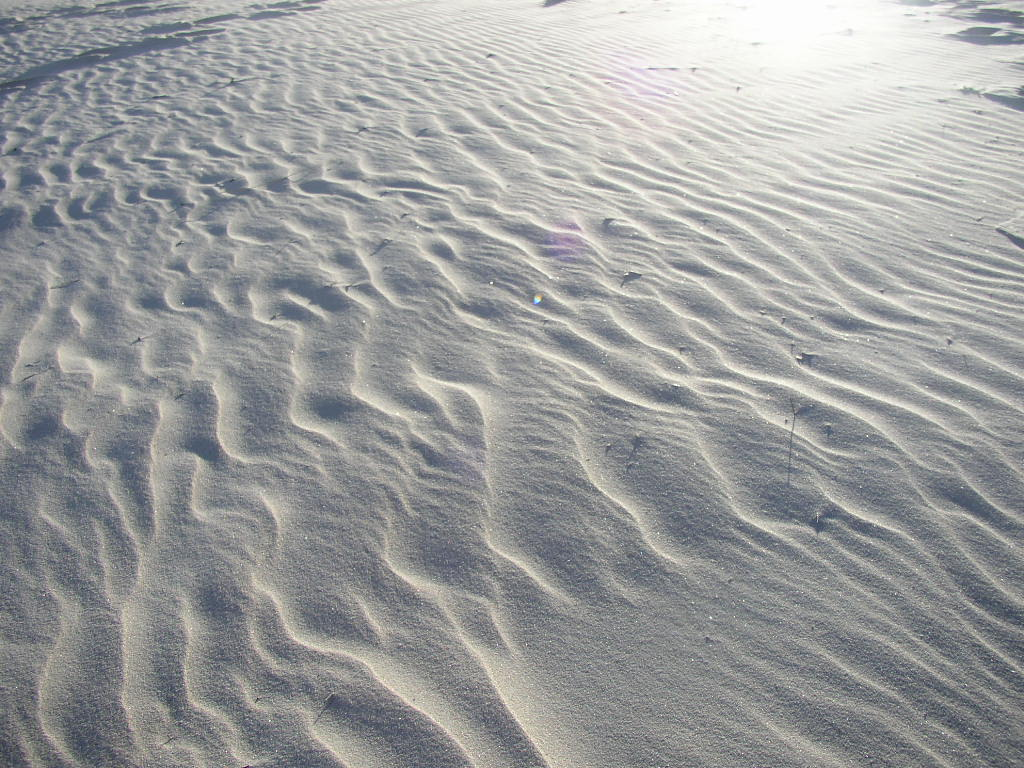
Zand met stroomribbels op het strand van Norderney

Ribbels zijn langwerpige, parallelle sedimentaire structuren die worden gevormd wanneer sediment (bijvoorbeeld zand of silt) wordt afgezet door een stromend medium (vloeistoffen of gassen). De stroomribbels worden loodrecht op de stroomrichting van het medium gevormd.
Ribbels worden altijd aan de bovenkant van een sedimentlaag gevormd en kunnen daarom dienen als top-bottomcriterium in sedimentaire gesteenten.

## Soorten
Er kunnen twee soorten ribbels onderscheiden worden: symmetrische golfribbels en asymmetrische stroomribbels. De vorm van de ribbel vertelt iets over het ontstaan. Als het medium waaruit de sedimentkorrels werden afgezet één richting op stroomt (zoals water in een rivier) zullen de ribbels een asymmetrische vorm hebben, met een lange, vlakke loefzijde en een korte, steile lijzijde.
Op grootte kunnen ribbels in drie groepen ingedeeld worden:
- Gewone ribbels, tussen 3 - 5 cm hoog met golflengtes van 4 - 60 cm;
- Grote ribbels, tussen 6 cm - 1,5 m hoog met golflengtes tussen 0,6 en 30 m;
- Megaribbels, tussen 1,0 - 8,0 m hoog, met golflengtes groter dan 30 m.

De laatste twee soorten ontstaan alleen bij korrelgroottes groter dan 0,6-0,7 mm. Megaribbels zijn stationair, ze migreren niet. De overige soorten migreren langzaam in de richting van de stroming.

### Stroomribbels
In stromend water is een minimale stroomsnelheid (de kritische snelheid) nodig voordat ribbels kunnen ontstaan. Initiële oneffenheden in het grensvlak tussen het sediment en het stromende medium vormen hindernissen voor de met de stroming meegevoerde sedimentkorrels, doordat de stroomlijnen hier nauwer samenvallen en de stroomsnelheid hoger is. De korrels kunnen daardoor makkelijker over de loefzijde van de oneffenheid rollen. Aan de lijzijde is de snelheid van het water lager en de korrels blijven achter de top van de hindernis (aan de lijzijde) liggen. Hoe meer korrels blijven liggen, hoe groter de hindernis groeit en des te meer korrels er blijven liggen (positieve terugkoppeling). De ribbels kunnen hoogtes krijgen tot een derde van de hoogte van het water. 
De ribbels bouwen zich aan de lijzijde uit, waar telkens schuine laagjes worden afgezet. Deze laagjes worden foresets genoemd en hebben een natuurlijke helling van 30-35°. Aan de loefzijde worden de ribbels afgebroken doordat sedimentkorrels door de hier hogere stroomsnelheid beginnen te rollen en richting de lijzijde getransporteerd worden. Zodoende migreert de hele ribbel langzaam stroomafwaarts.

### Golfribbels
Als het medium heen en weer stroomt (zoals bij eb en vloed of golfbewegingen in de branding bij ondiep zeewater) ontstaan symmetrische golfribbels. In het ideale geval zijn de stroomrichtingen precies tegengesteld. De ribbels die ontstaan hebben daardoor aan beide zijden even lange en steile flanken. 